# ウォーキン (マイルス・デイヴィスのアルバム)
| 専門評論家によるレビュー             | 専門評論家によるレビュー |
| レビュー・スコア                     | レビュー・スコア         |
| 出典                                 | 評価                     |
| ------------------------------------ | ------------------------ |
| AllMusic                             | [ 2 ]                    |
| The Penguin Guide to Jazz Recordings | [ 3 ]                    |

『ウォーキン』(Walkin') (PRLP 7076) は、1957年3月にプレスティッジ・レコードからリリースされたマイルス・デイヴィスによるコンピレーション・アルバムのアルバム。このアルバムは、元々1954年に発表された2枚の10インチLP盤、『Miles Davis All-Star Sextet』と『Miles Davis Quintet』の1面を収録し、その時点で既に前年に発表された同じく編集盤の12インチLP盤『ブルー・ヘイズ (Blue Haze)』に収められていた2面の「I’ll Remember April」に代えて、同じセッションで録音されながら未発表だった「Love Me or Leave Me」を加えたものである。クレジットは、「マイルス・デイヴィス・オールスターズ (Miles Davis All-Stars)」名義とされており、レコーディングは、1954年4月3日と4月29日に、デイヴィスが率いた両日でわずかに異なるメンバーによっておこなわれた。いずれのセッションも、ルディ・ヴァン・ゲルダーの自宅スタジオで録音された。
最初のセッションは、デイヴィッド・シルドクラウトをアルト・サクソフォーンに据えたクインテットで、２面の3トラックを制作した。シルドクラウトは、レコードのカバーにクレジットされていない唯一のミュージシャンであり、このアルバム以外ではほとんど無名といってよい。この3トラックのうち2トラックは、元々は10インチLP盤『マイルス・デイヴィス・クインテット (Miles Davis Quintet)』(Prestige PRLP 185) に収録されていた。このセッションからの既発表曲にはプレスティッジのアルバム『ブルー・ヘイズ』 (PRLP 7054).に収録された「I'll Remember April」があった。このセッションからのもう1曲「Love Me or Leave Me」は未発表となっていたが、「I'll Remember April」に代えて本作に収録された。
第二のセッションは、J・J・ジョンソンをトロンボーン、ラッキー・トンプソンをテナー・サクソフォーンに据えたセクステットにより、1面全曲を制作した。リズム・セクションは前回と同じである。この2曲は、元々は10インチLP盤『マイルス・デイヴィス・オールスター・セクステット (Miles Davis All-Star Sextet)』(PRLP 182) として発表されていた。アルバムのタイトル曲は、何年にもわたりデイヴィスのライブで要となっていた曲で、1950年代半ばに発展したハード・バップのアプローチの鍵であり、デイヴィスがこの曲をアンセムにした。作曲者は、様々な典拠によってジミー・マンデー、マイルス・デイヴィス、ジーン・アモンズとされている。著作権登録は、作曲者をリチャード・E・カーペンター (Richard E. Carpenter) としているが、この人物はマンデーやタッド・ダメロンと職業上の関係があったビジネスマンでマネージャーであり、ミュージシャンや作曲家として知られた人物ではない。
「Solar」はデイヴィスの作品で、1963年に彼の名で登録された。2012年に明らかにされた証拠によると、この曲はギタリストのチャック・ウェインが1940年代に書いた「Sonny」という曲とほとんど同一であり、「Solar」の実際の作曲者はウェインであると考えられている。

## 収録曲
| #  | タイトル                               | 作詞・作曲                                 | 時間  |
| -- | -------------------------------------- | ------------------------------------------ | ----- |
| 1. | 「ウォーキン - "Walkin'"」             | ジミー・ムンディ、リチャード・カーペンター | 13:26 |
| 2. | 「ブルーン・ブギ - "Blue 'n' Boogie"」 | ディジー・ガレスピー、フランク・パパレッリ | 8:16  |

| #  | タイトル                                                                     | 作詞・作曲                             | 時間 |
| -- | ---------------------------------------------------------------------------- | -------------------------------------- | ---- |
| 1. | 「ソーラー - "Solar"」                                                       | マイルス・デイヴィス                   | 4:44 |
| 2. | 「ユー・ドント・ノウ・ホワット・ラヴ・イズ - "You Don't Know What Love Is"」 | ドン・レイ、ジーン・ド・ポール         | 4:23 |
| 3. | 「ラヴ・ミー・オア・リーヴ・ミー - "Love Me or Leave Me"」                   | ガス・カーン、ウォルター・ドナルドソン | 6:54 |

## パーソネル
- マイルス・デイヴィス – トランペット
- ラッキー・トンプソン – テナー・サクソフォーン（サイド1）
- J・J・ジョンソン – トロンボーン（サイド1）
- デイヴィッド・シルドクラウト - アルト・サクソフォーン（サイド2）
- ホレス・シルヴァー – ピアノ
- パーシー・ヒース – ベース
- ケニー・クラーク – ドラムス